# Karl Drais

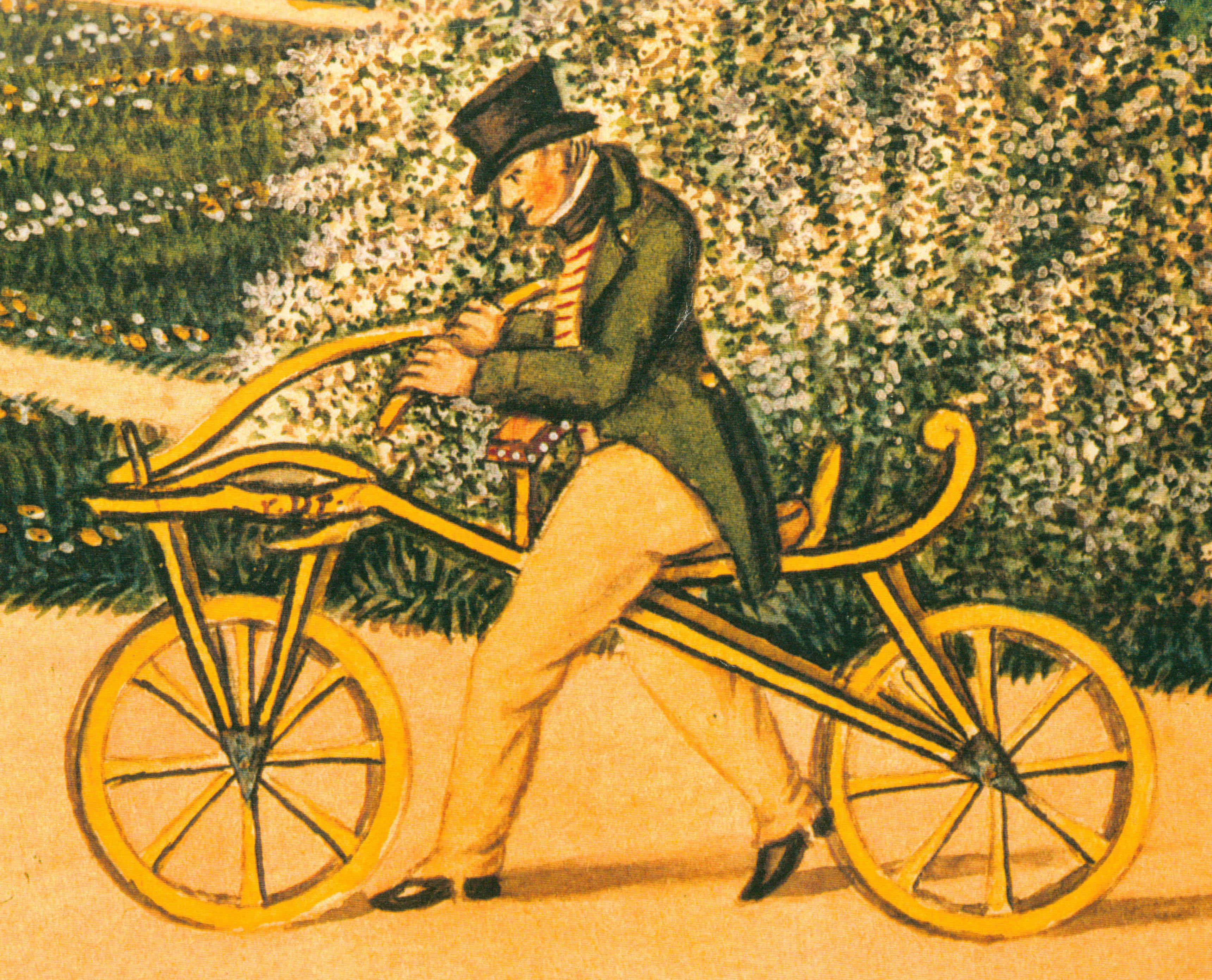
Karl von Drais na svém původním vynálezu v roce 1819

Karl Drais, plným jménem Karl Friedrich Christian Ludwig svobodný pán Drais von Sauerbronn, česky také Karel Bedřich Ludvík Kristian Drais (29. dubna 1785 Karlsruhe – 12. prosince 1851 Karlsruhe), byl německý lesník a vynálezce, který je všeobecně považován za vynálezce draisiny, předchůdce jízdního kola.
Draisův vynález, nazývaný později velocipéd, umožnil rozvoj jednostopých vozidel, a tedy i mechanizované osobní dopravy. K jeho dalším vynálezům patří například předchůdce psacího stroje s klávesnicí pro 25 písmen z roku 1821, z něhož se později vyvinul stenografovací stroj, či sporák s předchůdkyní várnice.

## Životopis
Karl von Drais se narodil v Karlsruhe, hlavním městě tehdejšího Bádenska. Jeho otec, Karl Wilhelm Friedrich Ludwig von Drais, byl nejvyšším bádenským soudcem, také matka, Margarete Ernestine von Kaltenthal, pocházela ze šlechtického rodu. Jedním z jeho kmotrů byl i tehdejší bádenský markrabě Karel Fridrich Bádenský. Sám Drais, jenž byl demokratického smýšlení, však svůj titul nepoužíval.
Po maturitě na gymnáziu v rodném městě studoval Karl Drais v letech 1803–1805 architekturu, zemědělství a fyziku na Univerzitě v Heidelbergu. Po studiích vstoupil do civilní služby jako lesnický úředník a v letech 1805–1807 vyučoval na soukromém lesnickém zařízení svého strýce v bádenském Schwetzingenu. Před svým zaměstnáním dával přednost vynalézání různých zařízení, jako byly například strojek na maso nebo jednoduchý psací stroj. V roce 1810 byl jmenován lesmistrem, avšak nebyl mu přidělen úřad. Následujícího roku byl uvolněn z aktivní služby, aby se mohl plně věnovat svým vynálezům, nicméně dále dostával svůj plat.
V roce 1813 se neúspěšně pokusil získat patent na dřevěný vůz se čtyřmi koly, jakousi obdobu dřevěného koně, který nazval Laufmaschine (německy běhací stroj). Snažil se propagovat svůj vynález za hranicemi Německa. Vzbudil obdiv ruského cara a v roce 1815 ho předvedl na mírovém kongresu ve Vídni. Krátké ukázky však nemohly přesvědčivě prokázat jeho využití pro dopravní účely v praxi. To se mu podařilo až 12. června 1817, kdy se svým dopravním prostředkem překonal vzdálenost mezi Mannheimem a Schwetzingenem (asi 7 km). Cestu tam a zpět absolvoval za necelou hodinu. Druhou, delší jízdu předvedl 28. července téhož roku. Vedla z města Gernsbachu přes kopec do Baden-Badenu. Definitivní úspěch mu přinesla cesta z Karlsruhe do Kehlu, která trvala šestnáct hodin.
V roce 1818 jej velkovévoda Karel Bádenský jmenoval profesorem mechaniky a udělil mu výsadu využívat své objevy. Bádensko v té době totiž nemělo patentový zákon. Současně ho jako lesmistra penzionoval. Plat mu však byl ponechán jako jakýsi vynálezcovský důchod. Od udělení velkovévodského privilegia, jež se rovnalo dnešnímu patentu, musela být každá draisina v Bádensku opatřena Draisovou licenční známkou. Drais obdržel ještě patent v Prusku a ve Francii. Stroj v Evropě zdomácněl pod názvem odvozeným ze jména svého tvůrce – draisina.
Počátkem 20. let 19. století se Draisovi začala lepit smůla na paty. Vzhledem k tomu, že jezdci na celodřevěných a neodpružených draisinách dávali přednost jízdě po hladším dláždění chodníků než po hrubé dlažbě cest, docházelo k častým střetům s chodci. Postupně proto docházelo k zákazům jejich používání a sláva draisin začala pohasínat.
Další pohroma Draise postihla, když byl po politické vraždě spisovatele a dramatika Augusta von Kotzebueho sťat v roce 1820 jeho vrah student Karl Ludwig Sand. Draisův otec mu jako nejvyšší bádenský soudce odmítl udělit milost, a buršáčtí studenti proto jeho syna všude v Německu pronásledovali. To jej donutilo emigrovat v roce 1822 do Brazílie, kde se zúčastnil expedice vedené německým přírodovědcem Georgem von Langsdorffem a odkud se vrátil až po pěti letech.
Drais zemřel ve svém rodném městě Karlsruhe v roce 1851 zcela bez prostředků, neboť mu Prusové po potlačení revoluce v Bádensku v roce 1849 zastavili vyplácení penze s odůvodněním, že tyto peníze jsou třeba na splácení „nákladů revoluce“.

## Draisina

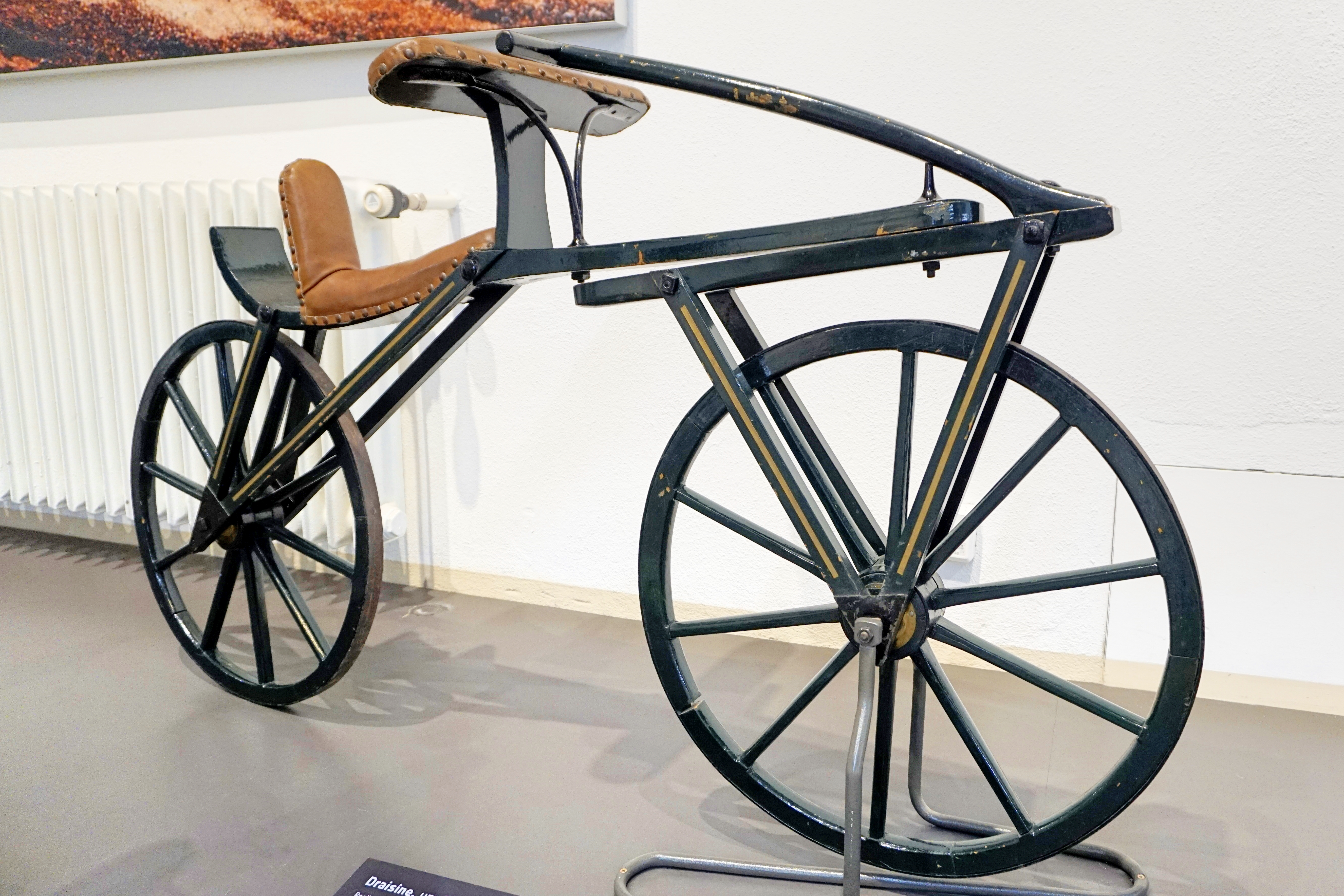
replika běhacího stroje z roku 1818 (Technické muzeum Drážďany)

Podle Draisova životopisce Hanse-Erharda Lessinga přispěl k vynálezu draisiny výbuch indonéské sopky Tambora roce 1815. Tehdy se do atmosféry dostalo tak ohromné množství sopečného popela, že došlo ke změně klimatu, jež následujícího roku natolik ovlivnila úrodu v Evropě a v Severní Americe, že zde roku 1816 vypukl nejhorší hladomor v 19. století. Proto se roku 1816 začalo přezdívat „Rok bez léta“. Situace byla natolik vážná, že lidé v Evropě, aby přežili, museli porazit své koně, kteří byli tehdy hlavním dopravním prostředkem. To mělo za následek celou řadu dopravních problémů, jež se pokusil vyřešit právě Karl von Drais sestrojením své Laufmaschine. Sám Drais ale uvedl v roce 1813, když si nechal patentovat čtyřkolý vůz, že reaguje na nedostatek koní způsobených válkou (napoleonské války skončily roku 1815): „In Kriegszeiten, wo die Pferde und ihr Futter oft selten werden, könnte ein solcher Wagen wichtig sein“. Stroj tvořila dvě kola běžící za sebou v jedné stopě, spojená rámem se sedadlem pro jezdce. Přední kolo mohl jezdec otáčet pomocí řídítek a určovat tak směr jízdy. Při jízdě se odrážel nohama od země.